# Equipo de Copa Davis de Portugal
El equipo portugués de Copa Davis representa a Portugal en la Copa Davis y se rigen por la Federação Portuguesa de Ténis.

## Historia
Portugal compitió en su primera Copa Davis en 1925. Portugal actualmente compite en el Grupo I de la Zona EuroAfricana. Su mejor actuación fue en 1994, cuando alcanzó las eliminatorias del Grupo Mundial.

## Equipo actual
- João Sousa
- Gastão Elias
- Rui Machado
- Frederico Ferreira Silva
- João Domingues (juega solamente dobles)